# 2014年5月

## 5月1日
政治選舉
- 朝鲜中央电视台报道，黄炳誓接替崔龙海担任朝鲜人民军总政治局局长[1]。

法律罪案
- 汶萊開始分階段在全國實施伊斯蘭教法。[2]

## 5月2日
武裝衝突
- 2014年烏克蘭親俄羅斯示威運動：乌克兰政府军对亲俄武装控制的斯拉维扬斯克发动进攻，乌克兰局势进一步恶化[3]。

災害事故
- 阿富汗巴達赫尚省發生山崩，聯合國表示至少350人罹難[4]。

## 5月5日
武裝衝突
- 博科聖地武裝分子襲擊尼日利亞接近喀麥隆邊境的一個鎮，超過200名平民被殺。[5]

醫療健康
- 可口可樂和百事可樂宣佈將從產品中移除溴化植物油成份[6]。

## 5月7日
政治選舉
- 泰國憲法法庭裁定總理在國家安全委員會秘書長調職時違憲濫權，盈拉立即喪失總理資格；當時參與做出調職令的相關閣員亦需下臺[7]。
- 2014年南非大選進行投票。[8]

## 5月8日
- 日本共同社報道，前《紐約時報》東京分社社長亨利·斯各特·斯托克斯（Henry Scott Stokes）於祥傳社出版、2013年12月發售的日本暢銷書《英國記者看同盟國戰勝史觀的虛妄》（英国人記者が見た連合国戦勝史観の虚妄）中，主張南京大屠殺不存在的內容是由譯者擅自添加。雖然該書採用了斯托克斯單獨著書的體裁，但大部分內容是譯者藤田裕行根據對斯托克斯的採訪用日語寫成的。藤田裕行是日軍戰爭罪行否認者，他並未向斯托克斯解釋書中的詳細內容。斯托克斯不太懂日語，在接受共同社採訪前對問題之處並不知情。斯托克斯向共同社透露，問題之處“是後來加的，有必要修改”（後から付け加えられた。修正する必要がある）；藤田裕行承認是他添加了問題之處，稱“我覺得兩人的理解存在偏差，若發生了誤解，我有責任”（２人の間で解釈に違いがあると思う。誤解が生じたとすれば私に責任がある）[9][10]。

## 5月10日
- 奥地利歌手凭借演唱歌曲《如鳳凰升起》获得在丹麦哥本哈根举行的2014年欧洲歌唱大赛的冠军。[11]
- 由雅各布·祖瑪領導的執政黨在2014年南非大選中贏得國民議會多數席次。[12]
- 批准於10月19日時為已故前教宗進行宣福禮。[13]

## 5月11日
示威抗議
- 越南的河內、胡志明市等地發生了反中國大陸示威，起因是日前中國與越南的船隻對峙事件。[14]

公民投票
- 烏克蘭的卢甘斯克州與頓涅茨克州今日舉行獨立公投。[15]

體育新聞
- 贏得2013年至2014年英格蘭足球超級聯賽冠軍，這也是該隊伍第二次奪得冠軍。[16]

## 5月12日
新SARS
- 美國出現第二例確診為中東呼吸症候群冠狀病毒感染症（MERS，俗稱新SARS）的患者。[17]

## 5月13日
宣告獨立
- 烏克蘭的卢甘斯克州與頓涅茨克州今日宣告獨立，頓涅茨克州同時要求加入俄羅斯。[18]

武裝衝突
- 博科聖地武裝分子在尼日利亞博爾諾州襲擊三條村，在其中的Tsangayari和Garawa兩村遭到民間武裝頑強抵抗，超過200名博科聖地分子被殺。[19]

反中暴動
- 因為中國在南海部署鑽油平台，引發越南的反中示威運動擴大為失控的暴動。另外，位於新加坡工業區（Vietnam-Singapore Industrial Park，VSIP）、平準工業區、大登工業區、神浪工業區、越香工業區等地多家台商工廠，因為招牌使用中文而被攻擊。[20][21]

災害事故
- 土耳其索马发生煤矿事故，死亡人數301人，80人受伤。[22]
- 平壤平川區域的一棟23層公寓發生倒塌事故，傷亡人數不明。[23]

## 5月14日
公共政策
- 广州试点销售冰鲜鸡已一周，记者巡城发现，不少市场试点鸡档有退出经营冰鲜鸡的动作。广州市肉菜市场协会呼吁政府需要重新检讨冰鲜鸡推行方案。[24]

## 5月15日
法律罪案
- 蘇丹法院以叛教罪判處一名拒絕改信伊斯蘭教的女基督徒死刑。[25]

醫療健康
- 中東呼吸綜合症肆虐，已經有近600宗個案、近200人死亡。[26]
- 沙特阿拉伯農業部發布聲明，指任何人接觸駱駝時必須戴口罩和手套，以免感染中東呼吸綜合症，而為追蹤感染源頭將為所有駱駝裝上晶片。[27][28]

災害事故
- 孟加拉一艘載著200人的摩托船渡輪「M.V. Miraj-4」號，從达卡市啟航，至東南約50公里的梅克納河時發生傾覆事故（英语：Sinking of the MV Miraj-4），統計至17日止時為54人死。[29]

## 5月16日
政治選舉
- 2014年印度大选陸續宣佈點票結果，以印度人民党為首的「全國民主聯盟」取得人民院（國會下院）過半數議席。[30]

武裝衝突
- 哈利法·贝加斯姆·哈福特領導的部隊攻擊利比亞班加西的民兵基地，至少24人死亡。[31]

## 5月17日
墜機事故
- 寮國副總理兼國防部長隆再·皮吉等數名政府高官在一次空難中喪生。[32]

華工遇襲
- 喀麦隆當地官員説，疑似博科圣地的極端分子在瓦扎鎮突襲了一個中國工人營地，打死一人。一位目擊者説，乘車前來的大約兩百名槍手下車後便開始射擊。調查人員説，有10名中國工人失蹤，據信被疑似極端分子綁架。[33]

## 5月18日
政治選舉
- 2014年幾內亞比紹總統選舉進行第二輪投票。[34]
- 瑞士举行公投，表决4项议题，包括最低工资、采购JAS 39鹰狮战斗机、加强保护基础医疗体系、恋童癖患者从事与儿童有关的工作等议题。其中前两者被否决，后两者获得通过。[35][36]

中東呼吸綜合症
- 美國確診第三宗俗稱新沙士的中東呼吸綜合症個案，是美國首宗境內傳播病例，但沒有病徵毋須接受治療。[37]

影視娛樂
- 日本人氣組合恰克與飛鳥成員飛鳥涼被東京警視廳以涉嫌違反《覺醒劑取締法》逮捕。[38]

## 5月19日
華工被綁

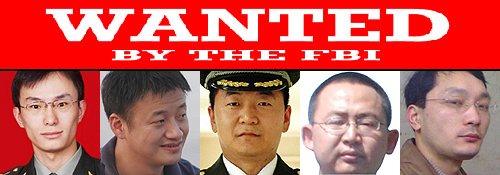
被美國指控的五名中國人民解放軍軍官，已由FBI發出全球通緝令。左起為古春輝(Gu Chunhui)、黃振宇(Huang Zhenyu)、孫開良(Sun Kailiang)、王東(Wang Dong)、溫新俞(Wen Xinyu)。

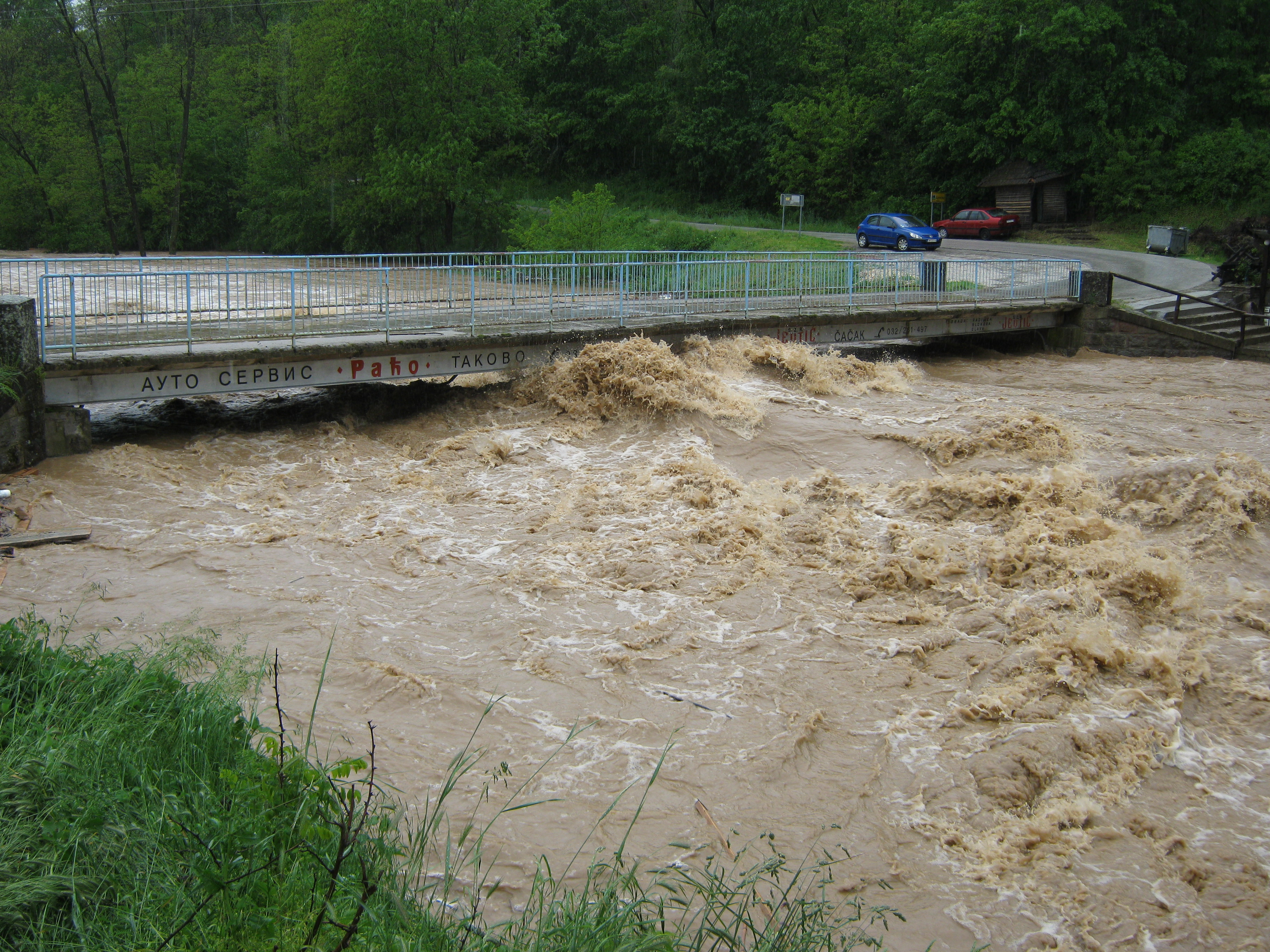
2014年5月15日，攝於塞尔维亚的上米拉諾瓦茨鎮。

- 屬於萬寶礦產公司的兩名中國員工，在緬甸有一座有爭議的煤礦工作時，被當地反對人士綁架。[40]

災害事故
- 首爾車站發生爆炸，11人受傷。[41]
- 2014年歐洲東南部洪災已確認47人死，波士尼亞有四分之一國土被淹沒。[42]

中美关系
- 美國司法部召開記者會，宣布起訴五名中國人民解放軍軍官，罪名是對美國進行網路間諜行為。《華爾街日報》稱，此五人是中國人民解放軍61398部隊成員。[43]

2014年5月的黎波里衝突
- 利比亞國民議會的20名議員與官員被效忠哈利法·贝加斯姆·哈福特的武裝份子擄走，利比亞政府稱將採取緊急行動。[44]

## 5月20日
政治選舉
- 2014年馬拉維大選進行投票。[45]

武裝衝突
- 非洲聯盟部隊空襲索馬里南部城鎮吉布，炸死超過50名青年黨成員。[46]
- 尼日利亞中部城市乔斯發生兩宗炸彈爆炸（英语：2014 Jos bombings），至少118人死亡，懷疑是博科聖地所為。[47]

災難事故
- 莫斯科當地時間12時30分左右，一列貨運火車出軌後與另一列車相撞，目前已知5人死亡，45人受傷。[48]

2013年－2014年泰國反政府示威
- 泰國陸軍總司令帕拉育，在曼谷當地時間清晨6時30分宣布全泰國戒嚴。[49]

中俄關係
- 俄羅斯總統訪問北京。[50]

## 5月21日
武裝衝突
巴基斯坦西北部戰爭
- 巴基斯坦空軍在北瓦濟里斯坦特區，對一處疑似藏有武裝份子的部落發動了空襲，造成32人死，目前暫未確認是否有平民因此喪生。[51]

殺人案
- 臺灣臺北捷運發生鄭捷隨機殺人事件。[52][53]

## 5月22日
恐怖攻擊

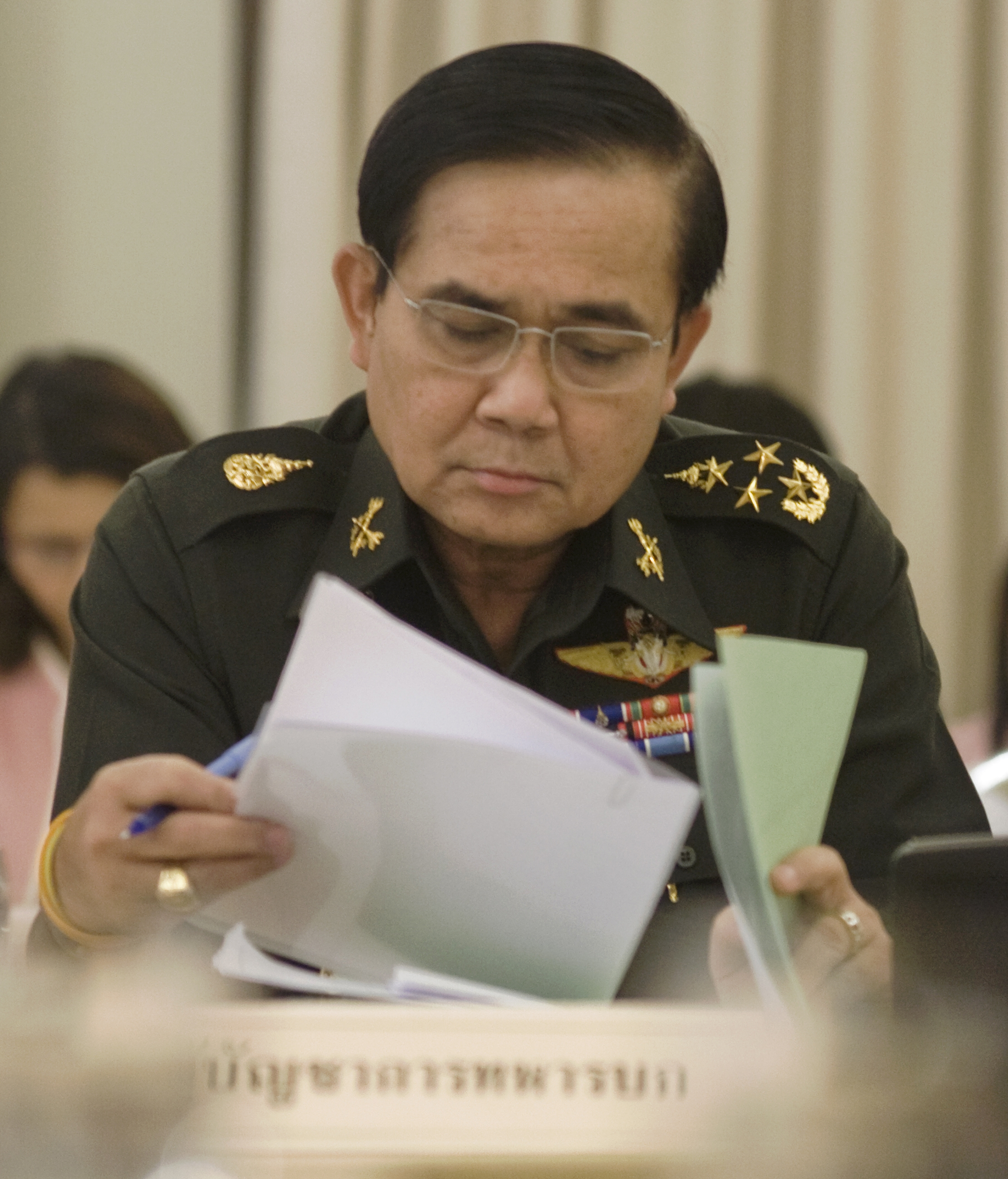
宣布接管政府並兼任總理的泰國陸軍總司令巴育·占奥差

- 5月22日晨，烏魯木齊市人民公園附近的北街早市遭受暴力恐怖襲擊，釀成39死94傷。

軍事政變
- 泰國陸軍繼先前宣布戒嚴後，今日宣佈接管政府。[54]

朝韩海上边境事件
- 南韓當地時間下午6時許，朝鲜向在延坪岛近海执行巡逻的韩军舰艇附近发射了炮弹。[55]

国际政治
- 联合国安理会当天就将叙利亚问题提交国际刑事法院的有关决议草案举行投票，俄罗斯和中国投否决票，草案未获通过。[56]

## 5月23日
2014年伊斯拉維斯塔槍擊事件
- 美國加州當地時間23日晚上發生駕車槍擊案，共造成7死7傷，警方說明死者包括嫌犯，案發地點在加利福尼亞大學聖塔芭芭拉分校附近的伊斯拉維斯塔 (加利福尼亞州)[57][58][59]。嫌犯是22歲的艾略特·羅傑（Elliot Rodger），他的父親是電影《飢餓遊戲》副導演[60]。台北時間5月26日下午，警方公布3名死者姓名，其中一名確定為臺灣裔美國人，另二名死者亦有可能；3名死者有2人是兇手的室友[61]。27日確定僅洪晟元（Cheng Yuan Hong）是臺灣移民，另外兩位George Chen與Weihan Wang則是中國大陸移民[62]。

示威抗議
- 越南一名67歲婦女在胡志明市手持抗議中國進入越南水域的標語，後自焚身亡。[63]

法律罪案
- 財新網報導，一名受雇在臺商寶成集團越南廠任主管的中國大陸籍男性卢海波，在當地時間23日晚巡視越南員工工作時，被一陌生越南籍男子打傷。[64]

娛樂新聞
- 日本平城歌姬宇多田光於意大利南部城市波利尼亞諾阿馬雷的天主教堂與23歲意大利酒保Francesco Callianno再婚。[65]

## 5月24日
地震
- 希臘卡利姆诺斯岛外的愛琴海發生芮氏規模6.9的地震。美國地質調查局通報，震央位於亞歷山德魯波利斯南南西方約77公里處，土耳其的格克切島、愛第尼、恰納卡萊均感受到震動，有266人受傷。[66][67]

2014年泰國軍事政變
- 繼22日宣布中止《泰王國2007年憲法（英语：2007 Constitution of Thailand）》並解散泰國眾議院後，泰國軍方今日再宣布解散泰國參議院，接收所有立法權，意即泰國已無民主制度。[68][69]

## 5月25日
体育赛事

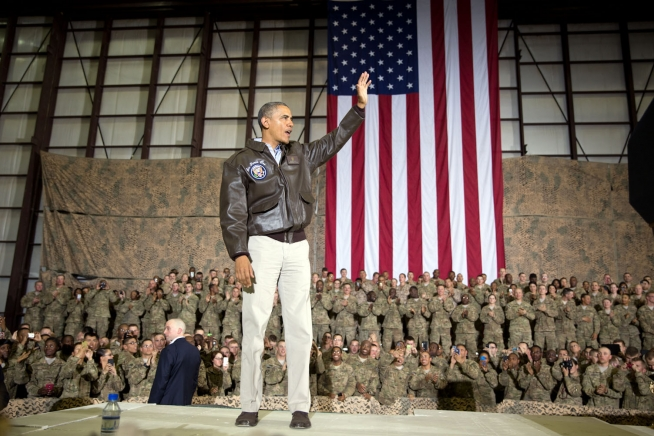
2014年5月25日，美國總統巴拉克·歐巴馬在阿富汗美軍基地。

- 皇家马德里在里斯本光明球场以4-1的比分逆转战胜马德里竞技，夺得俱乐部历史上第10座欧冠冠军[70]。
- 日本隊在2014年汤姆斯杯羽毛球男子团体赛決賽以3比2擊敗馬來西亞隊，首次夺得冠军。[71]

电影颁奖
- 土耳其导演努里·比格·锡兰执导的电影《冬眠》获得2014年戛纳电影节最高荣誉金棕榈奖。[72]

娛樂新聞
- 日本偶像組合AKB48在岩手縣瀧澤市舉行粉絲握手會上，一名男子持鋸刀襲擊成員川榮李奈致其頭部受傷及右手拇指骨裂，另一成員入山杏奈則右手尾指骨裂，而阻止兇嫌的男職員則受輕傷，兇嫌被警方以以「殺人未遂」罪名被捕。[73]

示威活動
- 澳門兩萬人上街，反對《候任、現任及離任行政長官及主要官員的保障制度》法案，是澳門回歸以來規模最大的遊行。正報

## 5月26日
2014年泰國軍事政變
- 政變發動者巴育·占奥差將軍今日聲稱，他已獲得泰王普密蓬·阿杜德的授權，擔任國家和平與秩序會議（National Council for Peace and Order，NCPO）主席治理國家。[74]

印度政治
- 印度總理纳伦德拉·莫迪今日宣誓就職。[75]

武裝衝突
- 疑似博科聖地武裝分子襲擊尼日利亞約貝州布尼亞迪鎮，24名政府軍及21名警察被殺。[76]一說有18名士兵與15名警察被殺。[77]

災害事故
- 南韓首爾西北近郊的高陽市一山東區（일산동구）客運總站發生火災，已知7人死20餘人傷。[78]
- 印度北方邦東部地區發生一起鐵路列車相撞事故。一列戈勒克布爾快車（英语：Gorakhdham Express）撞向停靠在車站的貨運列車，已知40死100人傷。[79]

2014年埃及總統選舉
- 埃及選民開始進行為期兩天的投票，美國之音說，人們廣泛預計前埃及陸軍參謀長塞西將贏得選舉。[80]

2014年乌克兰亲俄罗斯示威运动
- 謝爾蓋·普羅科菲耶夫國際機場的代表稱，亲俄武装分离主义者在今日已迫使該機場關閉，目的是阻止頓涅茨克的選民參加2014年乌克兰总统选举的投票。[81]
- 烏克蘭空軍使用Su-25攻擊機與米格29戰鬥機空襲機場，並派出戰鬥直升機搭載空降部隊與亲俄武装分离主义者交火。[82]

2014年歐洲議會選舉
- 選舉結果為：

1. 歐洲人民黨黨團（EPP）213席（28.36%）
2. 社會民主黨團（S&D）190席（25.30%）
3. 歐洲自由暨民主聯盟黨團（ALDE）64席（8.52%）
4. 歐洲綠黨－歐洲自由聯盟（Greens/EFA）53席（7.06%）
5. 歐洲保守及改革黨團（ECR）46席（6.13%）
6. 歐洲聯合左派－北歐綠色左派（GUE/NGL）42席（5.59%）
7. 不結盟黨團（NI）41席（5.46%）
8. 自由和民主歐洲（EFD）38席（5.06%）
9. 其他（包含新當選議員）64席（8.52%）。[83][84]

2014年尼日利亚绑架事件
- 奈及利亞空軍元帥Alex Barde告訴示威者，稱國防部已經知道被博科聖地綁架女學生們的下落，只是顧慮到人質安全，他們不敢輕舉妄動。[85]

海洋石油981僵局
- 越南當地時間下午16時左右，中国11209号渔船已撞沉越南岘港市渔民ĐNa 90152渔船，落水的10名漁民全數獲救。[86]

## 5月27日
2014年乌克兰亲俄罗斯示威运动
- 乌克兰亲俄罗斯武装称，至少30名他们的战斗人员在顿涅茨克国际机场的冲突中被政府军打死。[87]
- 新當選烏克蘭總統的彼得·波罗申科誓言要打擊在東部的親俄武裝份子。[88]

叙利亚内战
- 敘利亞官員稱，有11人在敘利亞中部的哈馬遭到攻擊後被綁架，當中有6人是與聯合國合作的禁止化學武器組織觀察員。[89]

阿富汗戰爭 (2001年)
- 美國總統歐巴馬在白宮發表演說時稱，駐阿富汗美軍在2015年時會由現在的3.2萬人降至9800人；至他2017年離任時將不會超過1000人。[90]

法律罪案
- 一名來自俄亥俄州的美國籍醫生Mehdi Ali Qamar，在巴基斯坦當地時間27日，被騎摩托車的槍手亂槍打死。他在三天前抵達旁遮普邦的Rabwah（英语：Rabwah）鎮，目的是為居民免費義診。[91]
- 突尼西亞內政部長的住宅遭到槍手射擊，部長當時不在家中，但造成4名警察死亡，1名受傷。[92]

马来西亚航空370号班机空难
- 马来西亚民航局與英國的國際海事衛星組織公司，公佈了370航班衛星傳輸的原始數據，顯示飛機是在向南飛行後，因燃料耗盡，墜毀在印度洋。[93][94]

美軍撤出後的伊拉克叛亂
- 在安巴尔省與首都巴格达，同日發生多起炸彈襲擊事件，總計有超過35人死70人傷。[95]

## 5月28日
國際政治

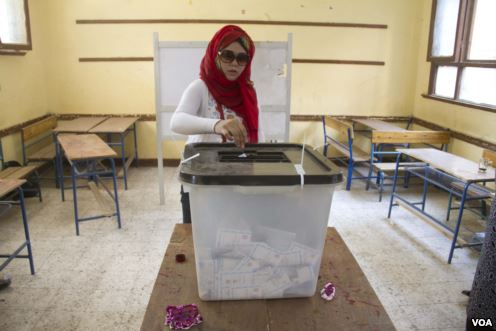
開羅一個投票站（2014年5月27日）

- 美國總統歐巴馬在對西點軍校畢業生演說時宣布，美國將成立一個50億美元規模的「恐怖主義夥伴關係基金」（terrorism partnership fund），用以幫助其他國家對付恐怖分子。[96]
- 挪威国防部部長索萊德（Ine Marie Eriksen Søreide）宣布，因政府指控俄羅斯併吞克里米亞，所以即日起暫停全年度與俄羅斯的軍事交流。[97]
- 2014年埃及总统选举：因投票率低，埃及選舉委員會宣布投票日延長一天。[98]

災害事故
- 南韓當地時間午夜零時27分，位於長城郡的一家老人療養院發生火災，造成至少21死8人傷，嫌犯是一名81歲疑似患有老年痴呆症的療養院病患。[99]

法律罪案
- 中国山东省招远市一家麦当劳餐厅发生故意杀人案，6名邪教组织全能神教会成员围殴一名女子致其死亡。[100]
- 法國加萊警方突襲並拆除了一座包含來自亞洲、非洲、中東，超過800人的非法移民營地。[101]
- 荷蘭法院批准將錫納羅亞販毒集團領導人El Chino Ántrax（英语：El Chino Ántrax）引渡至美國。[102]

武裝衝突
- 塞雷卡武裝分子襲擊中非共和國首都班吉一間教堂，至少11人被殺。[103]
- 2014年乌克兰亲俄罗斯示威运动：車臣共和國領導人拉姆赞·卡德罗夫發表聲明，稱自己並沒有派兵至烏克蘭東部支持親俄分離主義者的武裝運動。[104]
- 巴基斯坦塔利班运动：該運動的最大武裝組織馬哈蘇德（Mehasud）宣布退出。[105]

商業經濟
- 蘋果公司宣布以30億美元收購美國聲樂設備品牌公司Beats by Dr. Dre。[106]

維基百科的可靠性
- 《美國骨科醫師協會雜誌（英语：The Journal of the American Osteopathic Association）》刊登了一篇研究報告，內容是針對英文維基百科中的十個疾病條目進行分析[107]，進行參考文獻比對，並邀請專業醫生評審，發現有九成內容錯誤，只有腦震盪條目是正確的。[108]

示威活動(包圍澳門立法會)
- 新澳門學社、澳門良心繼5月25日反「離補法案」大遊行之後，包圍了澳門立法會，兩者被總稱澳門光輝五月。

## 5月29日
2014年乌克兰亲俄罗斯示威运动
- 自称斯拉维扬斯克“人民市长”的波诺玛雷夫说，四名歐洲安全與合作組織观察员被他的组织扣押着，可能很快获释。[109]
- 亲俄罗斯分离主义分子在斯拉维扬斯克击落了乌克兰政府军的一架直升机，机上14名军人死亡，其中有一位将军。[110]

災害事故
- 马来西亚航空370号班机空难：澳大利亞交通安全局（英语：澳大利亞交通安全局）（Australian Transport Safety Bureau）稱，他們已經完成了在指定區域的搜索任務。根據專業判斷，失事客機並不在先前偵測到四次訊號的區域內，但搜索工作仍會持續。[111]
- 日本兵庫縣姬路港近海播磨灘，日本時間上午9時20分左右，一艘隸屬於廣島縣大崎上島町聖朋海運公司的“聖幸丸”號油輪（排水量998噸）發生爆炸，造成四人受傷，四人中的二人是燒傷，船長失蹤。[112]

法律罪案
- 厄瓜多最高法院（英语：Politics of Ecuador）在當地時間29日以貪汙罪判處流亡美國的前總統哈米尔·马瓦德12年有期徒刑。[113]

2014年埃及总统选举
- 阿卜杜勒-法塔赫·塞西在全埃及投票率44.4%的票數中，獲得了93.3%的支持，確定當選新任埃及總統。[114]

## 5月30日
南中國海領土爭議
- 繼越南之後，印尼外交部部長馬提（Marty Natalegawa）正式聲明，要求中國解釋，為何將印尼的納土納群島劃入領土範圍；同時，印尼國軍總司令穆爾多科（Moeldoko）表示已要求三軍研擬聯合在納土納群島增兵的方案。[115]

體育賽事
- 2014年法國網球公開賽：波蘭的拉德旺絲卡（Agnieszka Roma Radwańska）在當地時間30日的女子單打第三輪比賽，以4-6,4-6敗給世界排名第72的克羅埃西亞選手艾拉·汤姆贾诺维奇（Ajla Tomljanović）。[116]

中美關係
- 中華人民共和國外交部發言人洪磊在例行記者會說，美國國會議員提議將中國駐美大使館前的一條街道更名為「劉曉波街」，是一種挑釁行為[117][118]。而兩天前美國眾議院才以379票對1票，通過紀念六四事件25週年，並呼籲美國之音的上屬機關美國國際廣播局（英语：International Broadcasting Bureau）以「適當措施」避開中國的網際網路審查，向中國民眾提供當年的資訊。[119]

官商勾結
- 遭懷疑接受遠雄集團趙藤雄賄賂，台北地檢署檢察官帶回偵訊，搜索葉世文住家、辦公室，查扣1800萬元賄款。縣長吳志揚宣布解除葉世文目前所有職務，以行賄罪被告身分傳喚八德合宜住宅得標廠商、遠雄集團董事長趙藤雄及涉擔任白手套的台北科技大學退休教授蔡仁惠，3人移送台北地檢署複訊，晚間檢察官聲請羈押禁見。[120]

武裝衝突
- 孟加拉國邊防軍（Border Guards Bangladesh）開始大舉增援重型武器與兵力至孟加拉與緬甸邊境。孟加拉指控緬甸邊防警察（Burmese Border Guard Police，BGP）在當地時間周三時突然襲擊，並打死了他們的一名士兵，且拒絕交還屍體。[121]

2014年泰國軍事政變
- 巴育·占奧差在當地時間晚上9時的電視演說中表示，將進行三階段政治改革，預計在一年三個月以後才會重新舉行大選。[122]

## 5月31日
香格里拉对话
- 美国国防部长查克·哈格尔在第13屆亞洲安全會議（英语：Asia Security Conference）（即香格里拉对话）演說時警告，美國反對中國在南中國海的「侵略行為」。中國人民解放軍副總參謀長王冠中對此回應稱，美方的評論令人驚訝，且毫無根據。[123][124]

巴基斯坦西北部戰爭
- 巴基斯坦軍方稱，約200名巴基斯坦塔利班运动武裝份子今日越過阿富汗邊界進入巴基斯坦進行襲擊，與當地守軍交火，致16名武裝份子與一名巴基斯坦士兵死亡。[125]

國際政治
- 南韓政府証實，北韓今年將西海(即黃海)北方界線（：／ BugbangHangyeseon，NLL）以南，包括南韓主張的領海範圍之捕撈權賣給了中國，南韓政府已透過外交管道通知中方，要求中方應提醒中國漁船，不要越過NLL。[126]

2014年馬拉威大選
- 總統當選人彼得．穆薩里卡今日宣誓就職。[127]

阿富汗戰爭 (2001年)
- 唯一仍在阿富汗被囚禁的美國軍人鮑·羅伯特·伯格達爾已證實被塔利班釋放，用以交換5名在關塔那摩灣軍事監獄被關押的塔利班囚犯。[128]伯格達爾2009年6月30日失蹤，7月起，塔利班發佈了俘虜他的影片，此後的5年間他曾多次出現在塔利班的錄影聲明中。[129]